# Зеленоволосый акмеопс
Зеленоволосый акмеопс или акмеопс изумрудный (лат. Acmaeops smaragdulus) — жук из семейства усачей и подсемейства усачики.

## Описание
Жук длиной от 7 до 12 мм. Время лёта взрослого жука с июня по август.

## Распространение
Распространён в Северной Европе, Альпийских горах и России.

## Экология и местообитания
Жизненный цикл вида длится два года. Кормовые растения хвойные деревья из родов: ель (Picea), сосна (Pinus), лиственница (Larix) и пихта (Abies).